# Porto di Genova
Il porto di Genova (in sigla GOA) è il  più grande porto italiano, con un’estensione di 7 000 000 mq riguardo agli spazi a terra e 500 hm² di specchi acquei, e 22 km di banchine, sia in ragione al numero di linee di navigazione sia per movimentazione container con destinazione finale (e più in generale per volume di merce varia) sia per profilo occupazionale (più di diecimila lavoratori diretti, circa trentamila considerando l'indotto).
Inoltre, è stato anche primo per volumi movimentati fino al 2013, anno in cui il porto di Trieste lo ha superato (principalmente in ragione di un sostanzioso incremento delle movimentazioni di rinfuse liquide presso l'oleodotto SIOT).
Il porto di Genova vanta anche pescaggi a filo banchina dagli otto metri delle calate passeggeri ai quindici metri dei grandi terminal contenitori del PSA Genova - Pra' e del SECH.

## Descrizione
(Vicente Blasco Ibáñez, Nel paese dell'arte, 1896)

### Posizione strategica

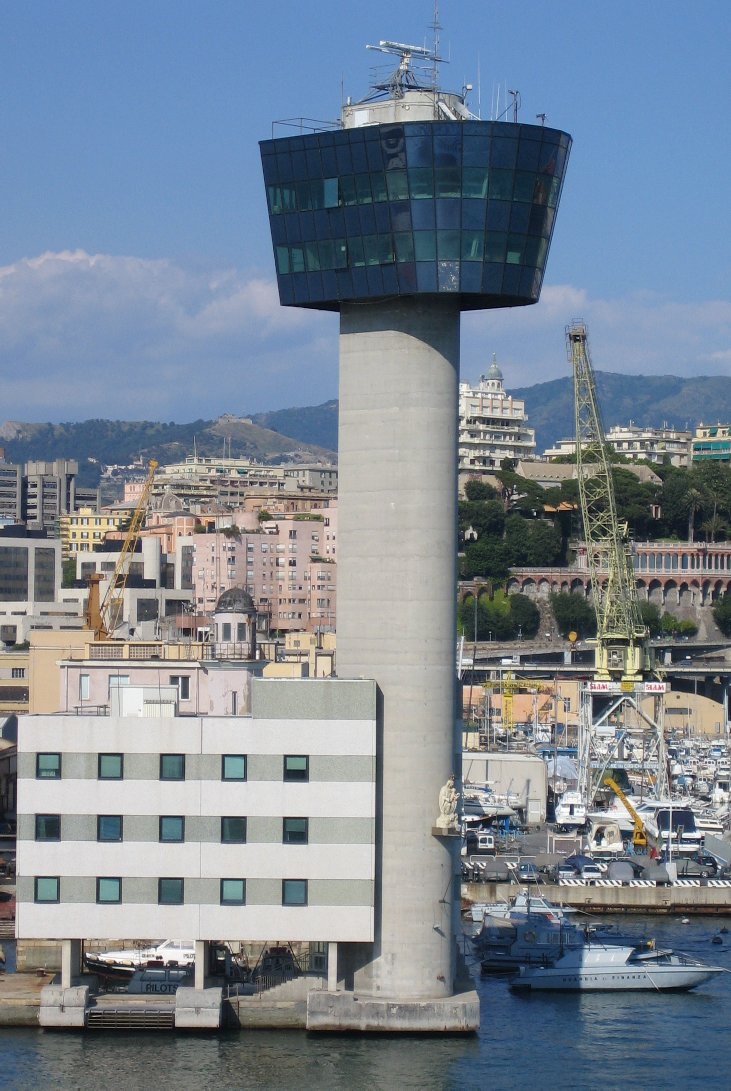
Torre di controllo del porto di Genova come appariva prima del crollo causato dall'incidente del 7 maggio 2013

Sbocco naturale al mare delle regioni del Nord-Ovest italiano e situato in posizione strategica verso l'hinterland economico e commerciale europeo, il porto di Genova ha una storia e una tradizione antichissime.

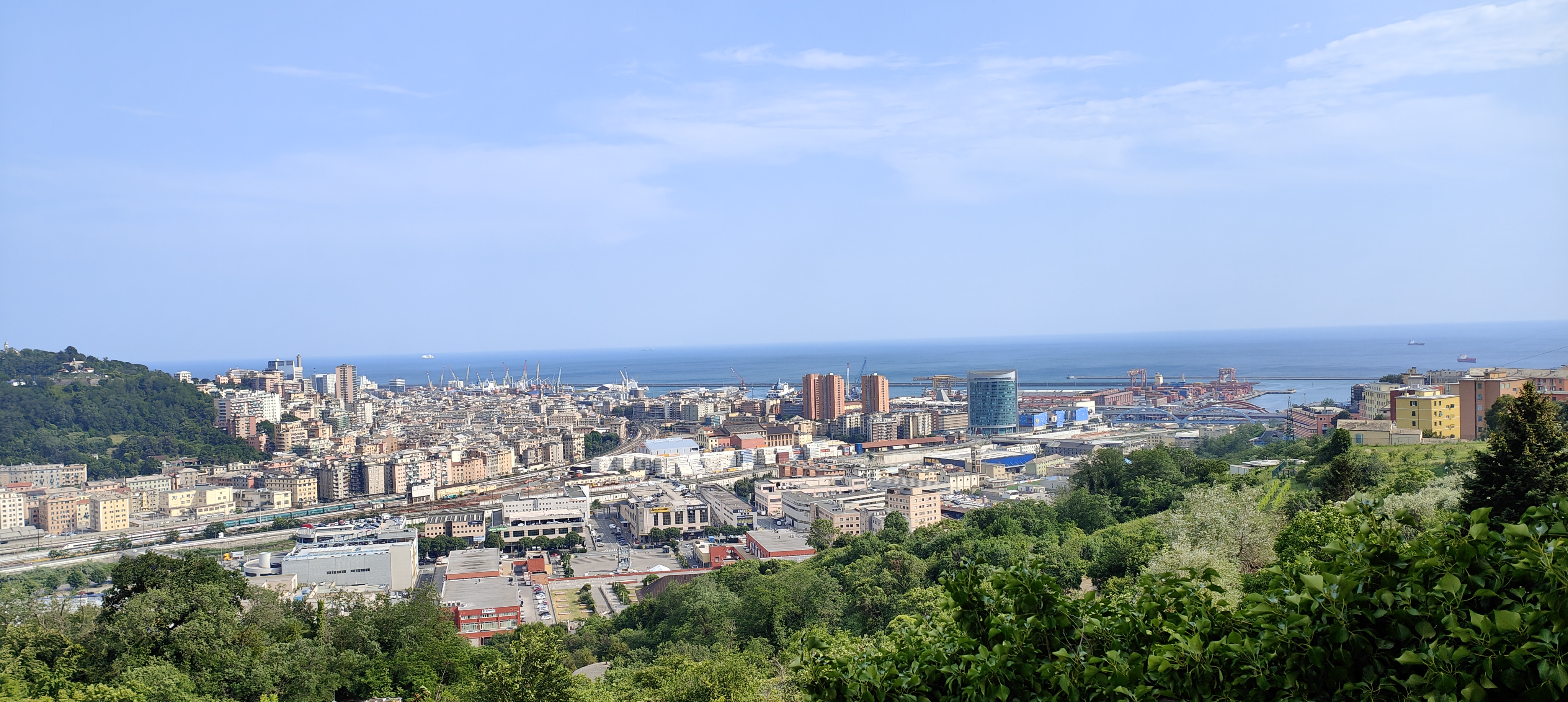
Panoramica del Porto dal Santuario N.S.Incoronata. L'area fotografata comprende i quartieri di San Teodoro, Sampierdarena e successivamente Cornigliano

Si sviluppa, partendo da levante verso ponente, dal bacino delle Grazie (l'area dove sorgono i cantieri e le officine delle riparazioni navali), poco distante dal quartiere fieristico della Foce e dal porticciolo turistico Duca degli Abruzzi, fino ai moderni terminal per la movimentazione delle merci varie poco discosti dalla Lanterna.
Lo scalo – che ha il suo naturale completamento nel porto petroli di Multedo, vicino a Pegli, e nel terminal container di Pra' – comprende al suo interno, lungo i circa sei chilometri di strada sopraelevata che definiscono anche visiva, l'area del rinnovato porto antico. Nel tratto di costa fra Cornigliano e Sestri Ponente alcuni moli sono riservati ai cantieri di costruzioni di nuove imbarcazioni della Fincantieri.
In sostanza, il porto di Genova restituisce alla città un valore simbolico aggiunto che va oltre il significato strettamente funzionale: il porto è infatti la città stessa e ne costituisce buona parte della storia.
Ma una tale storia è composta anche di dure vertenze sindacali, registratesi specialmente in anni più recenti, come quella che contrappose a fine anni ottanta i responsabili dei lavoratori portuali – i camalli eredi dei vecchi caravana addetti al carico/scarico dei piroscafi a tre alberi ormeggiati alle vecchie banchine e ai sili granari – e l'autorità portuale messa di fronte alla necessità di un radicale rinnovamento indispensabile per fronteggiare la concorrenza che si faceva sempre maggiormente pressante dei porti del nord Europa.
Dopo il crollo del Ponte Morandi, si è intensificato il dibattito per la realizzazione mediante contributi dell'Unione europea di un interporto in provincia di Alessandria, di un varco doganale per le merci internazionali sulla sponda destra del torrente Polcevera e per l’apertura h24 dei terminal, fatto che permetterebbe di spostare 4 000 mezzi pesanti fuori dal traffico cittadino nelle ore di punta, e di recuperare il gap di competitività stimato nel breve termine.

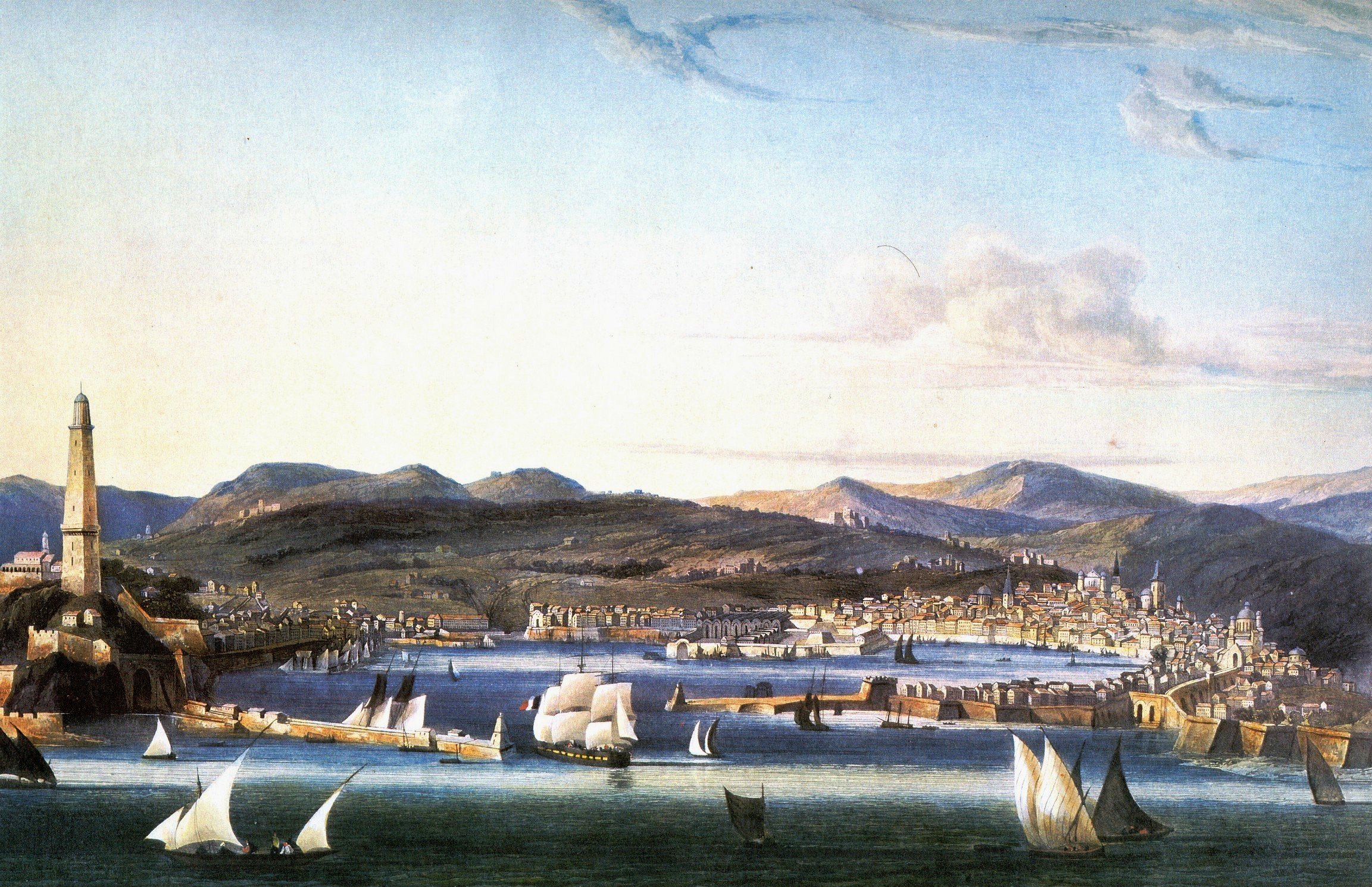
L'area del porto storico in un'acquatinta di Ambroise Louis Garneray del 1810 circa. In primo piano si notano le tall ship in entrata e uscita dal bacino. A sinistra, la Lanterna e, sulla destra, le antiche mura
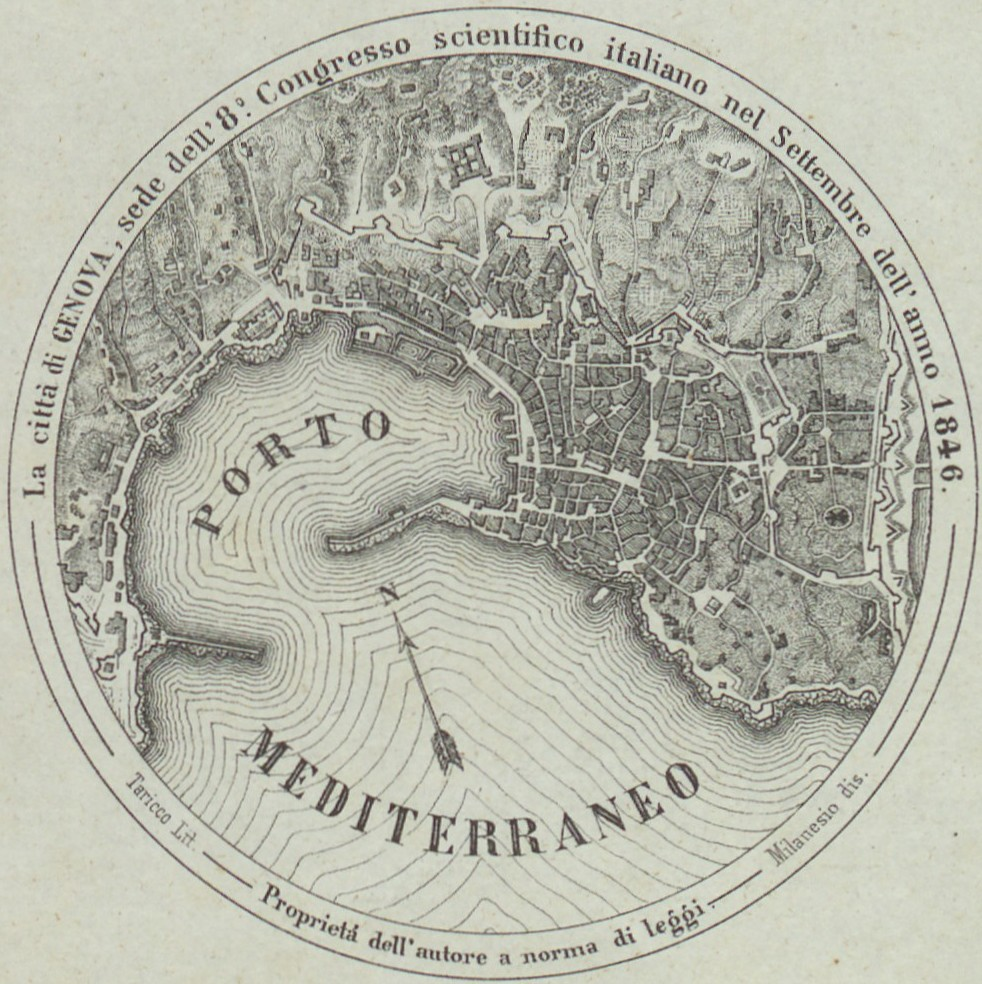
Il porto di Genova nel 1846. Immagine celebrativa dell’8º congresso degli scienziati italiani, Genova settembre 1846.
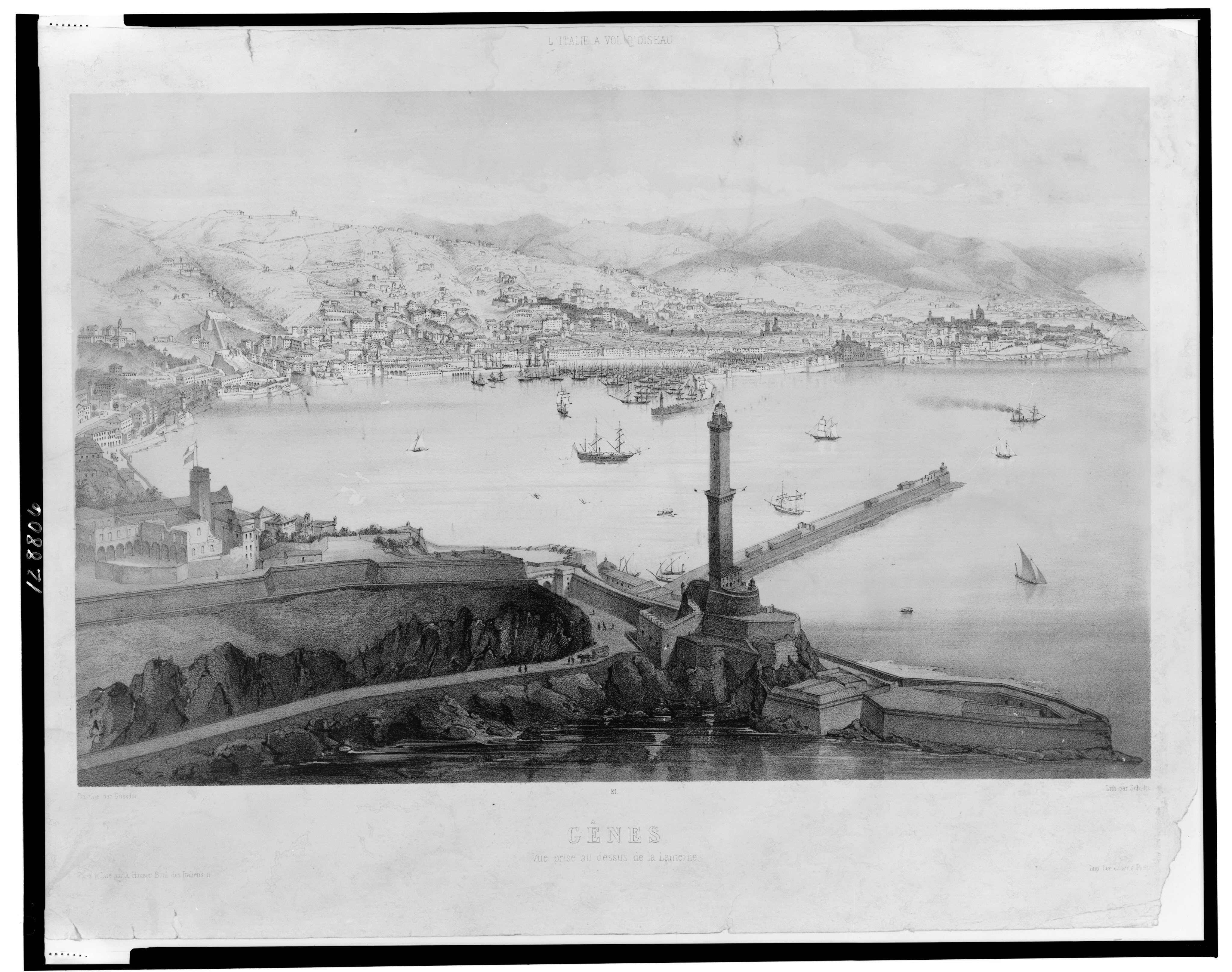
Litografia della metà del XIX secolo
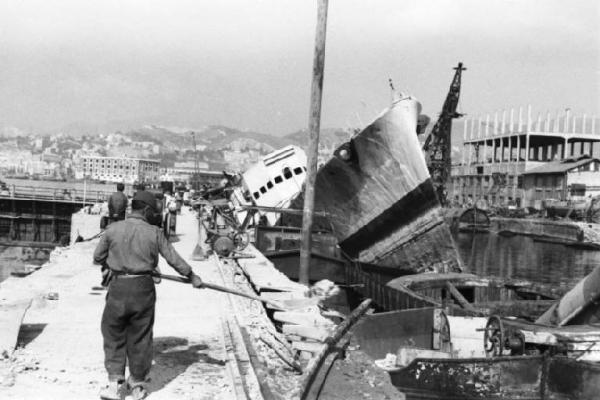
Opera di ricostruzione del porto dopo i bombardamenti del 1945, foto di Federico Patellani
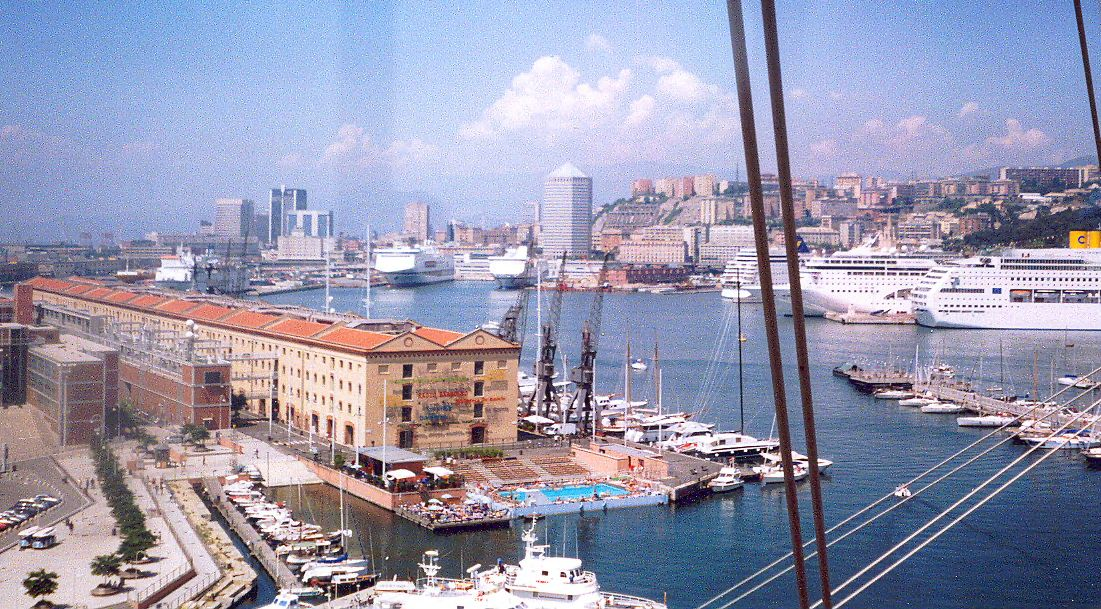
I Magazzini del Cotone visti dall'ascensore panoramico
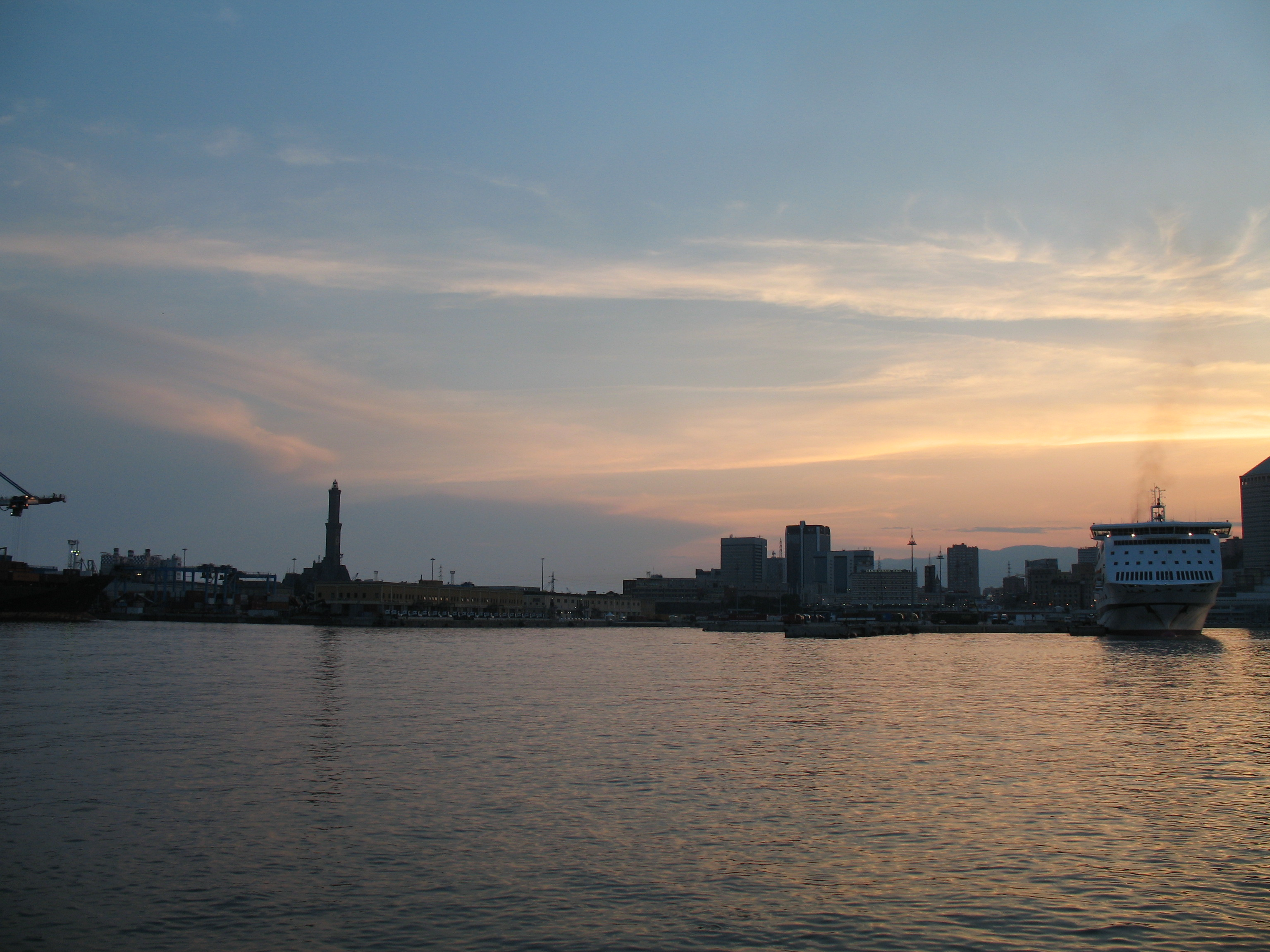
Panorama sul porto al tramonto

### Sezioni del porto

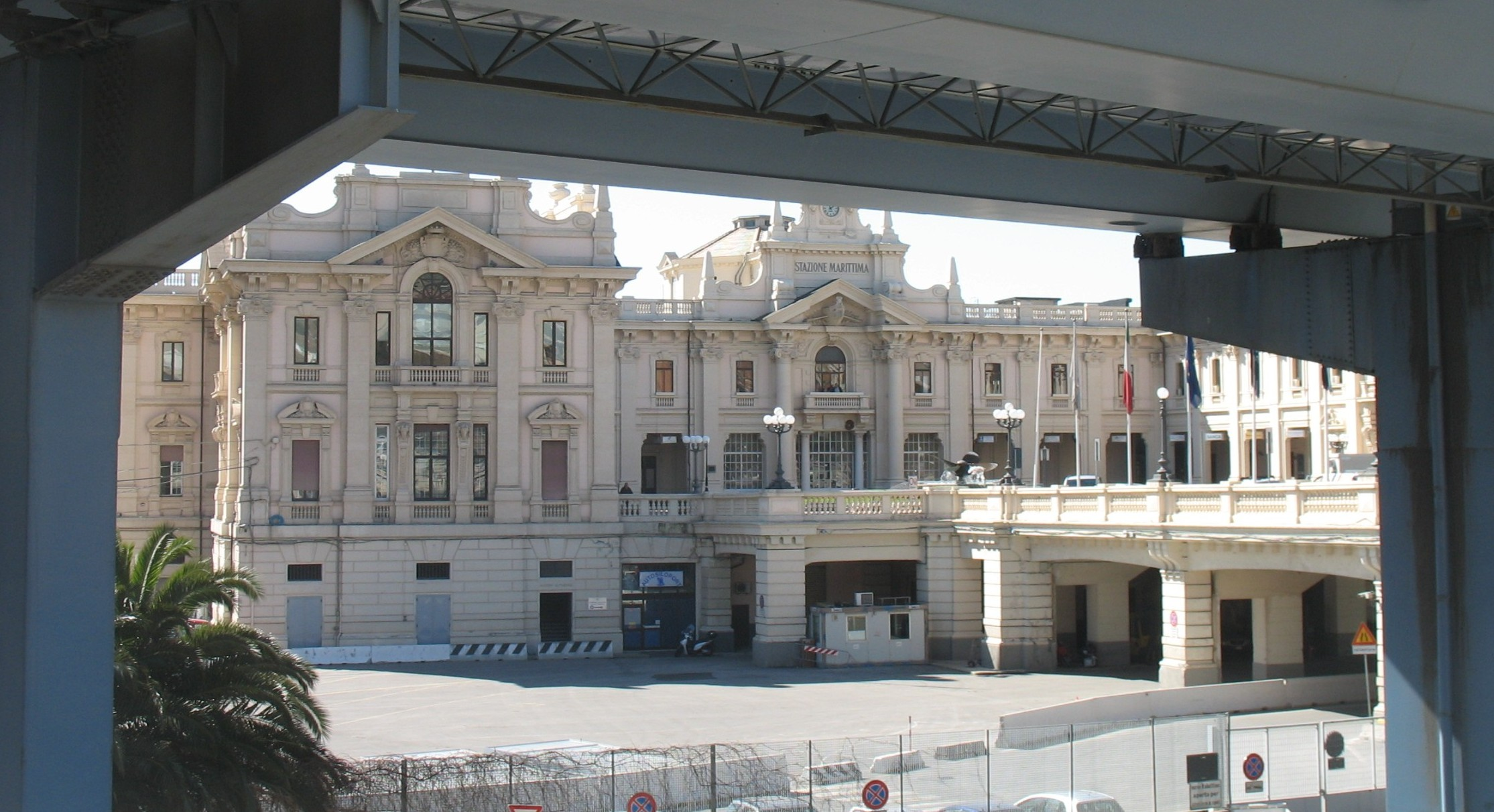
Il complesso della Stazione Marittima a Ponte dei Mille

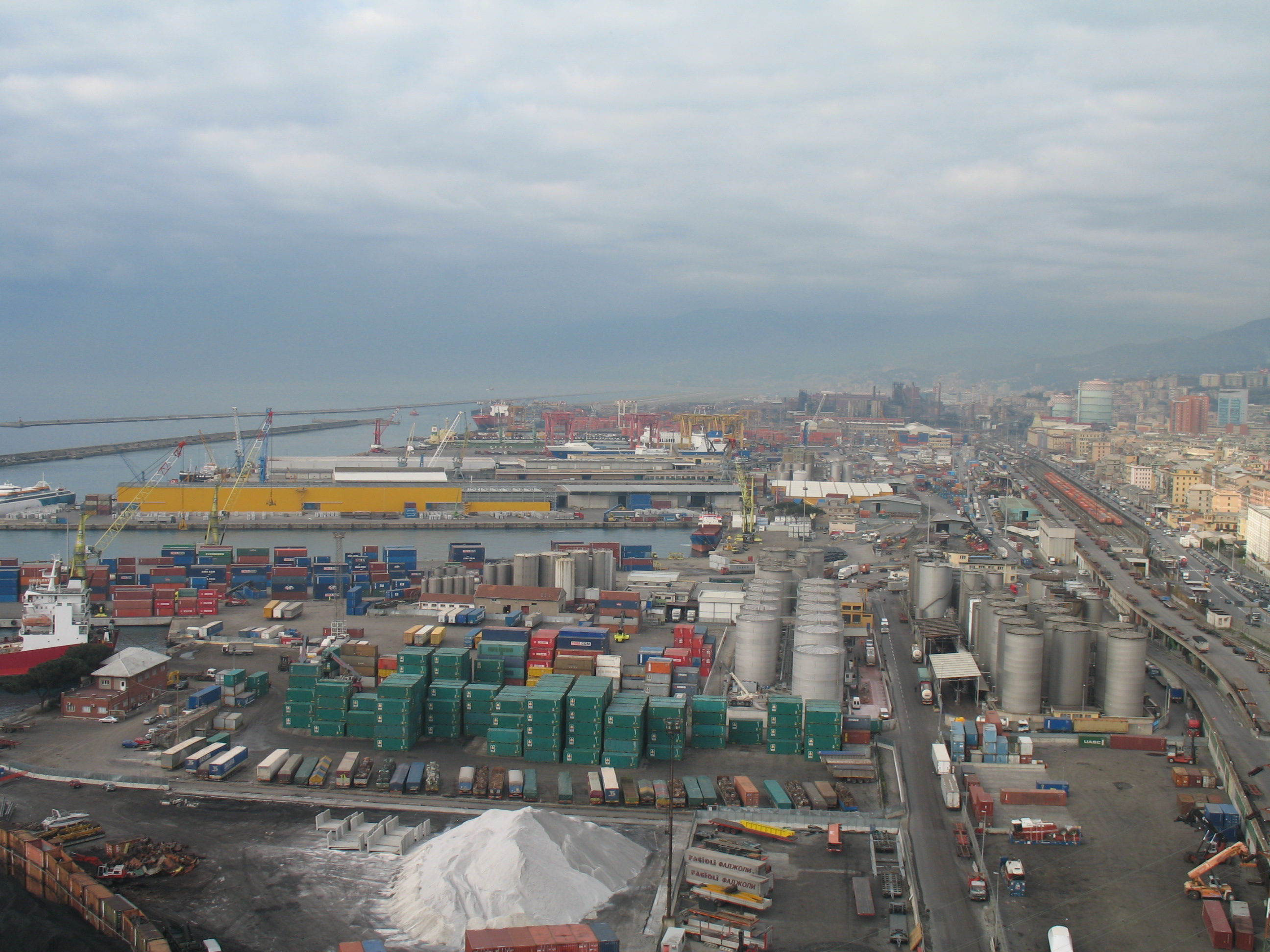
Il porto commerciale di Sampierdarena

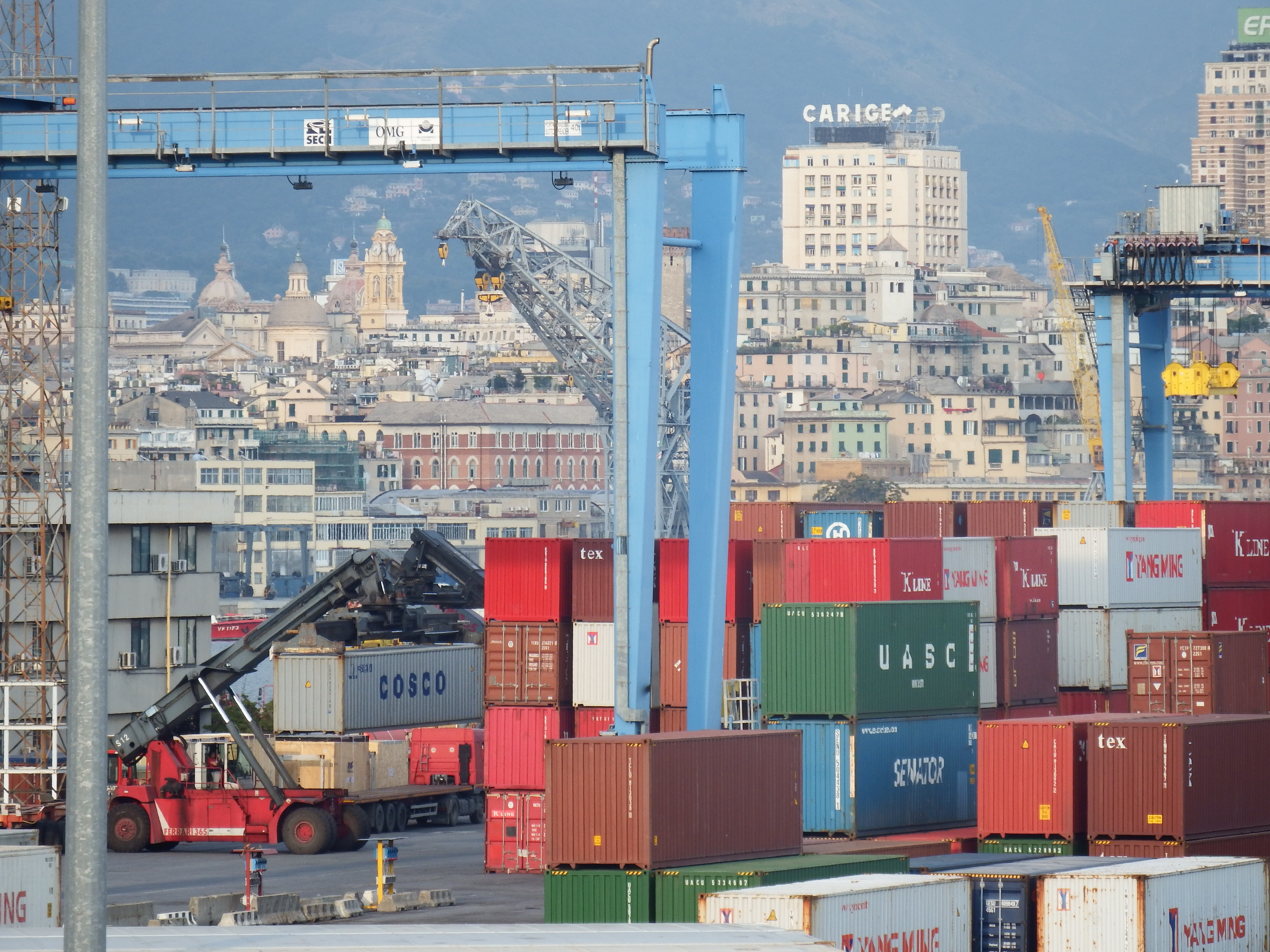
Movimentazione container all'interno del terminal SECH di Genova

Da ponente a levante il porto di Genova comprende le seguenti sezioni principali:
- Porto di Pra': localizzato nella delegazione ed ex-comune di Pra' è il maggiore terminal container del porto con una capacità di 1,5 milioni di TEUs all'anno. Vi opera il PSA Genova - Pra'. Fu inaugurato nel luglio del 1992.[3]
- Bacino di Multedo – Sestri Ponente:
  - Porto Petroli: importante porto petrolifero a livello europeo situato davanti al quartiere di Multedo.
  - Porticciolo turistico di Sestri Ponente: a seguito della riqualifica del bacino interno ricavato dalla penisola aeroportuale, con la costruzione della Marina di Genova Aeroporto, la capacità del porticciolo è stata portata fino a circa 2 000 posti barca con la disponibilità di ormeggio anche per grandi yacht fino a 90 metri.
  - Aeroporto di Genova-Sestri
- Bacino di Sampierdarena: importantissima zona del porto nel quale sono concentrati numerosi terminal dediti al commercio navale di merci varie (come il Terminal Frutta e il Genoa Metal Terminal), di container (Terminal Messina) e di rinfuse (Terminal Rinfuse, SAAR); qui, ai piedi della Lanterna si trova anche una centrale termoelettrica dell'Enel, dismessa nel 2017.[4]
- SECH – Southern European Container Hub[5]: è un altro importante terminal container gestito da Terminal Contenitori Porto di Genova S.p.A. situato tra il Porto Antico e il Bacino di Sampierdarena.
- Stazioni Marittime: area del porto gestita da Stazioni Marittime S.p.A. che controlla il trasporto dei passeggeri tramite vari terminali per concessione statale fino al 2040.
- Porto antico: è l'area dove sorsero le prime attività portuali di Genova. In occasione delle celebrazioni del cinquecentenario della scoperta dell'America l'intera area del Porto antico è stata totalmente riqualificata su progetto dell'architetto Renzo Piano nel 1992.
- Area di Levante: zona perlopiù dedita alle riparazioni navali. A levante di quest'area, presso il quartiere della Foce si trova l'area della Fiera, all'interno della quale ogni anno nel mese di ottobre si svolge il Salone nautico di Genova, mostra espositiva di imbarcazioni con rilevanza internazionale.

### Il porto in cifre
Situato geograficamente nella parte più settentrionale del mar Ligure, lo scalo genovese occupa circa cinquecento ettari di superficie a terra e altrettanti sullo specchio acqueo.
Le opere marittime su cui si basa si estendono per quarantasette chilometri di lunghezza cui trenta chilometri per i soli pontili operativi; la profondità dei fondali varia dai nove ai quindici metri, con punte di cinquanta.
Due sono i fari principali: oltre a quello conosciuto universalmente come la Lanterna, che sorge sulla collina di San Benigno, nella zona di Sampierdarena, vi è quello, minore e dedicato alle superpetroliere, ubicato a Punta Vagno, nella zona residenziale di corso Italia.
Nel marzo 2024 è stato avviato il cantiere per la realizzazione del primo tunnel sottomarino italiano, il primo in Europa per dimensioni e il quarto al mondo per diametro esterno. Il progetto prevede la costruzione di due tunnel, uno per ogni senso di marcia, per un totale di 3.4 chilometri in galleria fino a una profondità massima di 45 metri e con un diametro esterno di 16. La fine dei lavori è prevista per il 2029. Il 6 marzo Toti ha affermato che era doveroso dedicare l'opera alle vittime del crollo del Ponte Morandi.

## Analisi dei traffici

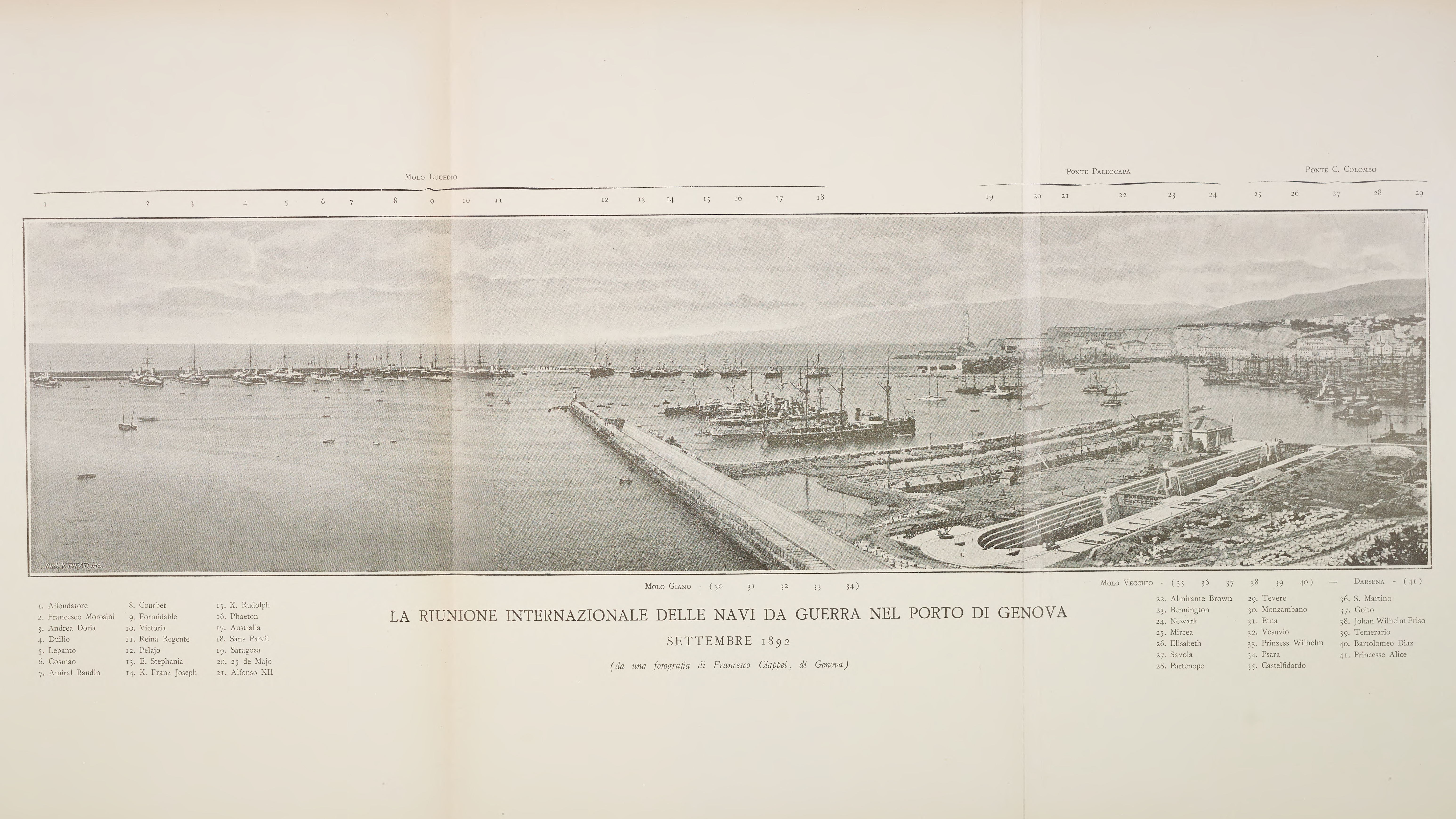
La riunione internazionale delle navi da guerra nel porto di Genova, settembre 1892

### Generalità
La movimentazione delle merci nel porto di Genova è quanto mai variegata e ugualmente articolato è il traffico dei passeggeri che usufruiscono della Stazione marittima del terminal crociere e del moderno terminal traghetti con linee per le maggiori località del mar Mediterraneo. In passato questa zona del porto serviva anche come base per l'imbarco sui transatlantici della Società Italia e di altre compagnie di navigazione di linea.

Il porto di Genova com'era nel Settecento
Dopo aver conosciuto un lungo periodo di crisi – susseguente al ristagno economico degli anni settanta e anni ottanta, ma dovuto anche a un inasprimento della conflittualità per le condizioni di lavoro e remunerazione delle maestranze portuali – i famosi camalli – lo scalo ha ripreso nuovo vigore negli anni novanta riportando la propria quota di mercato su valori di eccellenza.
Nel periodo precedente la seconda guerra mondiale (ovvero nei primi quattro decenni del Novecento) il volume di merci movimentate a Genova era cresciuto da circa cinque a otto milioni di tonnellate di merci movimentate.
È negli stessi anni che lo scalo portuale ligure ha incominciato una crescita soprattutto in direzione del ponente, ovvero oltre il bacino della Lanterna, con la realizzazione del nuovo porto di Sampierdarena e l'edificazione – di fatto strappando territorio al mare – del moderno terminal container di Pra', operativo dagli anni novanta.
Fortemente danneggiato dai bombardamenti del 1942 e del 1943 durante la seconda guerra mondiale, il porto riuscì nell'immediato dopoguerra a riconquistare una quota di otto milioni di tonnellate di merci manipolate, eguagliando il dato storico ante-guerra.
Negli anni sessanta, per fronteggiare la secolare congestione del porto acuita dal vertiginoso aumento dei traffici, su iniziativa di Giacomino Costa con un faticoso e contrastato coordinamento delle parti in causa, fu realizzato il "porto secco" di Genova a Rivalta Scrivia nei pressi di Tortona, il primo interporto del genere in Italia e oggi collegato tramite ferrovia.
A metà degli anni settanta il traffico merci annuo era aumentato di oltre sette volte, superando i sessantadue milioni di tonnellate.
Durante gli anni ottanta, si è avuta una nuova contrazione che ha riportato il tasso di attività a valori modesti (circa quaranta milioni di tonnellate di merci movimentate), ma con la ripresa di fine anni novanta il volume delle merci trattate è tornato a superare i 50 milioni di tonnellate l'anno.
Uguale tendenza ha seguito il movimento di passeggeri – traghetti e crociere – che, nel 2003 ha superato la quota annua record di 3,35 milioni di passeggeri transitati dallo scalo genovese.

### Merci imbarcate e sbarcate dall'anno 1900 all'anno 2006
Merci (tonnellate)Anno0100000002000000030000000400000005000000060000000700000001900192019401960198020002020Merci sbarcate (t)Merci imbarcate (t)Totale (t)

### Merci imbarcate e sbarcate tramite container dall'anno 1969 all'anno 2006
| Anno | Merci sbarcate in container (t) | % sul totale sbarco | Merci imbarcate in container (t) | % sul totale imbarco | Totale movimento containerizzato (t) | % sul totale movimento |
| --- | ------------------------------- | ------------------- | -------------------------------- | -------------------- | ------------------------------------ | ---------------------- |
| 1969 |                                 |                     |                                  |                      | 301 283                              | 0,6                    |
| 1970 |                                 |                     |                                  |                      | 788 691                              | 1,4                    |
| 1971 |                                 |                     |                                  |                      | 992 632                              | 1,7                    |
| 1972 |                                 |                     |                                  |                      | 1 282 435                            | 2,2                    |
| 1973 |                                 |                     |                                  |                      | 1 488 183                            | 2,4                    |
| 1974 |                                 |                     |                                  |                      | 1 541 688                            | 2,6                    |
| 1975 |                                 |                     |                                  |                      | 1 524 694                            | 2,9                    |
| 1976 |                                 |                     |                                  |                      | 1 804 740                            | 3,5                    |
| 1977 |                                 |                     |                                  |                      | 1 944 797                            | 3,9                    |
| 1978 |                                 |                     |                                  |                      | 2 036 785                            | 4,0                    |
| 1979 |                                 |                     |                                  |                      | 2 396 502                            | 4,3                    |
| 1980 | 1 175 527                       | 2,6                 | 1 321 580                        | 21,6                 | 2 497 107                            | 4,9                    |
| 1981 | 999 192                         | 2,4                 | 1 403 706                        | 23,7                 | 2 402 898                            | 5,0                    |
| 1982 | 982 977                         | 2,5                 | 1 292 392                        | 22,0                 | 2 275 369                            | 5,0                    |
| 1983 | 926 067                         | 2,5                 | 1 463 100                        | 24,4                 | 2 389 167                            | 5,5                    |
| 1984 | 1 019 377                       | 2,6                 | 1 975 672                        | 31,6                 | 2 995 049                            | 6,6                    |
| 1985 | 1 220 682                       | 3,3                 | 2 000 115                        | 31,0                 | 3 220 797                            | 7,3                    |
| 1986 | 1 312 492                       | 3,3                 | 1 879 305                        | 30,3                 | 3 191 797                            | 6,9                    |
| 1987 | 1 276 617                       | 3,1                 | 1 580 886                        | 28,9                 | 2 857 503                            | 6,2                    |
| 1988 | 1 526 272                       | 4,0                 | 1 806 916                        | 34,3                 | 3 333 188                            | 7,6                    |
| 1989 | 1 177 566                       | 3,1                 | 1 317 985                        | 28,4                 | 2 495 551                            | 5,9                    |
| 1990 |                                 |                     |                                  |                      | 2 989 501                            | 6,9                    |
| 1991 | 1 552 000                       | 4,2                 | 1 722 690                        | 33,7                 | 3 274 690                            | 7,8                    |
| 1992 | 1 482 347                       | 4,0                 | 1 738 090                        | 33,7                 | 3 220 437                            | 7,6                    |
| 1993 | 1 204 543                       | 3,5                 | 1 967 974                        | 30,4                 | 3 172 517                            | 7,7                    |
| 1994 | 1 487 097                       | 4,1                 | 2 757 429                        | 37,4                 | 4 244 526                            | 9,8                    |
| 1995 | 2 069 254                       | 5,3                 | 3 302 244                        | 42,1                 | 5 371 498                            | 11,5                   |
| 1996 | 2 931 326                       | 7,8                 | 4 402 143                        | 48,2                 | 7 333 469                            | 15,7                   |
| 1997 | 4 266 009                       | 13,6                | 6 441 738                        | 54,4                 | 10 707 747                           | 24,7                   |
| 1998 | 5 197 571                       | 15,6                | 7 082 863                        | 56,9                 | 12 280 434                           | 26,8                   |
| 1999 | 5 017 128                       | 14,7                | 6 867 106                        | 54,4                 | 11 884 234                           | 25,5                   |
| 2000 | 5 969 822                       | 16,3                | 8 301 210                        | 55,3                 | 14 271 032                           | 27,6                   |
| 2001 | 5 919 764                       | 16,4                | 8 150 006                        | 53,8                 | 14 069 770                           | 27,5                   |
| 2002 | 5 939 583                       | 15,8                | 8 212 058                        | 53,6                 | 14 151 641                           | 26,8                   |
| 2003 | 6 544 178                       | 17,0                | 8 526 981                        | 52,1                 | 15 071 159                           | 27,4                   |
| 2004 | 7 106 868                       | 17,8                | 8 806 811                        | 51,2                 | 15 913 679                           | 27,9                   |
| 2005 | 8 801 441                       | 22,5                | 7 273 303                        | 42,2                 | 16 074 744                           | 28,5                   |
| 2006 | 8 842 272                       | 22,5                | 7 704 702                        | 45,1                 | 16 546 974                           | 29,4                   |
| Fonte: I numeri e la storia del Porto di Genova, Genova Statistica 2004, Genova Statistica 2005 e Genova Statistica 2006, pubblicazioni dell'Unità Organizzativa Statistica del Comune di Genova |                                 |                     |                                  |                      |                                      |                        |

| Anno | Sbarco + Imbarco (TEU) | Anno | Sbarco + Imbarco (TEU) | Anno | Sbarco + Imbarco (TEU) | Anno | Sbarco + Imbarco (TEU) |
| --- | ---------------------- | ---- | ---------------------- | ---- | ---------------------- | ---- | ---------------------- |
| 1969 | 34 000                 | 1979 | 251 694                | 1989 | 238 205                | 1999 | 1 233 817              |
| 1970 | 88 000                 | 1980 | 257 624                | 1990 | 310 217                | 2000 | 1 500 632              |
| 1971 | 127 000                | 1981 | 248 139                | 1991 | 344 353                | 2001 | 1 526 526              |
| 1972 | 155 000                | 1982 | 229 589                | 1992 | 337 624                | 2002 | 1 531 254              |
| 1973 | 164 000                | 1983 | 237 549                | 1993 | 343 479                | 2003 | 1 605 946              |
| 1974 | 164 000                | 1984 | 296 247                | 1994 | 512 098                | 2004 | 1 628 594              |
| 1975 | 162 000                | 1985 | 324 506                | 1995 | 615 242                | 2005 | 1 624 964              |
| 1976 | 183 000                | 1986 | 316 223                | 1996 | 825 752                | 2006 | 1 657 113              |
| 1977 | 203 490                | 1987 | 264 871                | 1997 | 1 179 954              |      |                        |
| 1978 | 222 151                | 1988 | 325 119                | 1998 | 1 265 593              |      |                        |
| Fonte: I numeri e la storia del Porto di Genova, Genova Statistica 2004, Genova Statistica 2005 e Genova Statistica 2006, pubblicazioni dell'Unità Organizzativa Statistica del Comune di Genova |                        |      |                        |      |                        |      |                        |

Al 2023 il 60% delle merci movimentate in Italia transita fra al porto di Livorno e quello di Genova.

### Traffico passeggeri e crocieristi dall'anno 1919 all'anno 2006
| Anno | Totale arrivi e partenze | Anno | Totale arrivi e partenze | Crocieristi | % crocieristi sul totale |
| --- | ------------------------ | ---- | ------------------------ | ----------- | ------------------------ |
| 1919 | 80 729                   | 1969 | 881 643                  | 166 212     | 18,9                     |
| 1920 | 82 029                   | 1970 | 939 323                  | 155 471     | 16,6                     |
| 1921 | 96 342                   | 1971 | 975 134                  | 140 502     | 14,4                     |
| 1922 | 91 013                   | 1972 | 1 073 565                | 143 910     | 13,4                     |
| 1923 | 94 972                   | 1973 | 1 097 807                | 150 815     | 13,7                     |
| 1924 | 106 507                  | 1974 | 1 080 295                | 153 951     | 14,3                     |
| 1925 | 136 064                  | 1975 | 1 096 658                | 168 521     | 15,4                     |
| 1926 | 149 583                  | 1976 | 1 120 872                | 225 389     | 20,1                     |
| 1927 | 182 879                  | 1977 | 1 167 154                | 222 685     | 19,1                     |
| 1928 | 166 403                  | 1978 | 1 264 911                | 135 190     | 10,7                     |
| 1929 | 179 967                  | 1979 | 1 379 819                | 270 865     | 19,6                     |
| 1930 | 171 549                  | 1980 | 1 553 685                | 202 324     | 13,0                     |
| 1931 | 140 279                  | 1981 | 1 646 091                | 195 437     | 11,9                     |
| 1932 | 126 699                  | 1982 | 1 655 768                | 206 598     | 12,5                     |
| 1933 | 150 890                  | 1983 | 1 623 115                | 207 715     | 12,8                     |
| 1934 | 144 974                  | 1984 | 1 666 276                | 191 778     | 11,5                     |
| 1935 | 125 593                  | 1985 | 1 696 509                | 197 067     | 11,6                     |
| 1936 | 130 711                  | 1986 | 1 763 777                | 175 979     | 10,0                     |
| 1937 | 175 648                  | 1987 | 1 900 689                | 198 246     | 10,4                     |
| 1938 | 211 950                  | 1988 | 1 912 854                | 176 473     | 9,2                      |
| 1939 | 180 833                  | 1989 | 1 870 462                | 182 425     | 9,8                      |
| 1940 | 52 589                   | 1990 | 2 176 471                | 178 630     | 8,2                      |
| 1941 | 260                      | 1991 | 2 134 938                | 150 716     | 7,1                      |
| 1942 | 3 959                    | 1992 | 2 188 770                | 183 588     | 8,4                      |
| 1943 | —                        | 1993 | 2 147 220                | 209 052     | 9,7                      |
| 1944 | —                        | 1994 | 2 338 258                | 293 982     | 12,6                     |
| 1945 | 1 457                    | 1995 | 2 339 407                | 310 528     | 13,3                     |
| 1946 | 35 212                   | 1996 | 2 467 025                | 399 227     | 16,2                     |
| 1947 | 114 035                  | 1997 | 2 433 363                | 353 566     | 14,5                     |
| 1948 | 181 384                  | 1998 | 2 210 769                | 364 647     | 16,5                     |
| 1949 | 193 234                  | 1999 | 2 687 343                | 569 124     | 21,2                     |
| 1950 | 200 750                  | 2000 | 2 765 668                | 397 516     | 14,4                     |
| 1951 | 196 225                  | 2001 | 2 881 347                | 471 245     | 16,4                     |
| 1952 | 221 603                  | 2002 | 3 207 356                | 567 506     | 17,7                     |
| 1953 | 201 144                  | 2003 | 3 350 081                | 615 800     | 18,4                     |
| 1954 | 220 424                  | 2004 | 3 015 365                | 287 863     | 9,5                      |
| 1955 | 245 388                  | 2005 | 3 037 979                | 395 797     | 13,0                     |
| 1956 | 228 711                  | 2006 | 3 113 448                | 475 134     | 15,5                     |
| 1957 | 288 639                  |      |                          |             |                          |
| 1958 | 287 326                  |      |                          |             |                          |
| 1959 | 284 737                  |      |                          |             |                          |
| 1960 | 363 445                  |      |                          |             |                          |
| 1961 | 437 253                  |      |                          |             |                          |
| 1962 | 455 538                  |      |                          |             |                          |
| 1963 | 522 239                  |      |                          |             |                          |
| 1964 | 537 214                  |      |                          |             |                          |
| 1965 | 525 595                  |      |                          |             |                          |
| 1966 | 578 595                  |      |                          |             |                          |
| 1967 | 589 617                  |      |                          |             |                          |
| 1968 | 767 509                  |      |                          |             |                          |
| Fonte: I numeri e la storia del Porto di Genova, Genova Statistica 2004, Genova Statistica 2005 e Genova Statistica 2006, pubblicazioni dell'Unità Organizzativa Statistica del Comune di Genova |                          |      |                          |             |                          |

## Le compagnie di navigazione
Le compagnie operanti viaggi con traghetti che partono (e arrivano) da Genova sono:
- CTN: Tunisi.
- Grandi Navi Veloci: Tunisi, Tangeri, Barcellona, Palermo. Stagionale: Porto Torres, Olbia.
- Moby Lines: Stagionale: Olbia, Bastia.
- Tirrenia – CIN: Porto Torres, Olbia, Arbatax.
- Algérie Ferries: Stagionale: Skikida.

## La stazione marittima

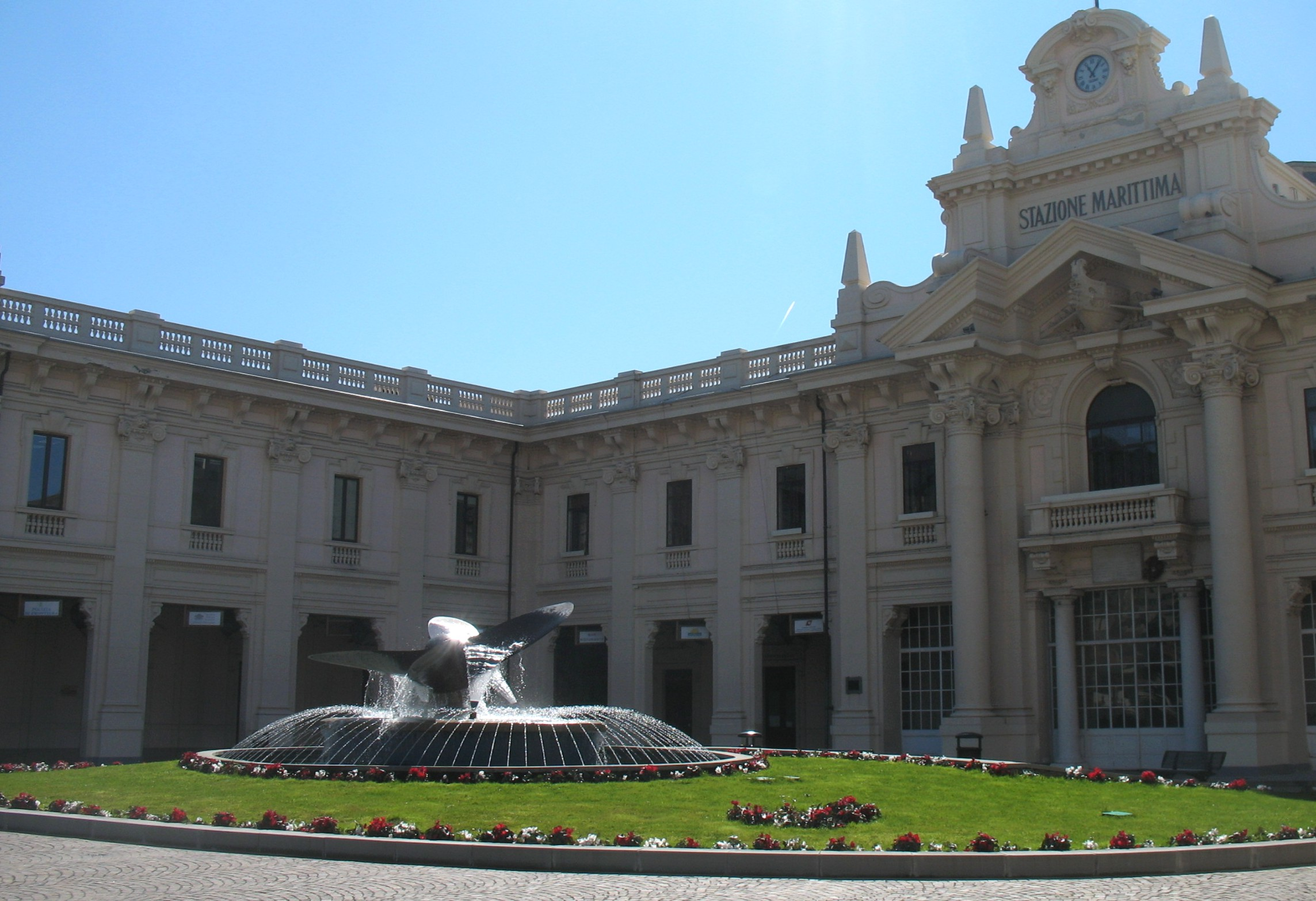
Stazione Marittima - prospetto principale

La Stazione marittima di Genova è il principale punto di imbarco per il traffico crocieristico del porto di Genova. È situato a ponte dei Mille, poco distante dall'area del porto antico, dalla Darsena, dal complesso universitario della facoltà di economia e commercio e dal Galata − Museo del mare.